# Tricyphona calcar
Tricyphona (Tricyphona) calcar là một loài ruồi trong họ Pediciidae. Chúng phân bố ở vùng sinh thái Nearctic.